# 1 E14 m²
Za lažje predstavljanje različnih velikosti površin je tu seznam površin med 100 milijoni in 1 milijardo km². Glejte tudi področja drugih redov velikosti.
- površine, manjše od 100 milijonov km²
- 140 milijonov km² -- Mars
- 150 milijonov km² -- kopna površina Zemlje
- 160 milijonov km² -- Tihi ocean
- 360 milijonov km² -- vodna površina Zemlje
- 460 milijonov km² -- Venera
- 510 milijonov km² -- Zemlja (skupno)
- površine, večje od 1 milijarde km²